# Vinski ja näkymättömyyspulveri
Pour plus de détails, voir Fiche technique et Distribution.
Vinski ja näkymättömyyspulveri (littéralement « Vinski et la poudre d'invisibilité ») est un film finlandais réalisé par Juha Wuolijoki, sorti en 2021.

## Synopsis
Vinski, un jeune garçon, trouve une poudre d'invisibilité chez un pharmacien.

## Fiche technique
- Titre : Vinski ja näkymättömyyspulveri
- Réalisation : Juha Wuolijoki
- Scénario : Mauri Ahola, Jari Olavi Rantala et Juha Wuolijoki d'après le roman de Aapeli
- Musique : Lasse Enersen et Leri Leskinen
- Photographie : Kjell Lagerroos et Mika Orasmaa
- Montage : Antti Reikko
- Production : Laura Salonen et Juha Wuolijoki
- Société de production : Snapper Films Oy
- Pays de production :  Finlande
- Genre : Comédie, fantastique
- Durée : 85 minutes
- Dates de sortie : 
  - Finlande : 22 décembre 2021

## Distribution
- Kuura Rossi : Vinski
- Martti Suosalo : le pharmacien
- Pirjo Heikkilä : Krista
- Mikko Leppilampi : Antero
- Fiona Iyare : Roosa
- Ohto Heiskanen : Juuso

## Distinctions
Le film a été nommé pour cinq Jussis.